# Arcos (Tabuaço)
Pour les articles homonymes, voir Arcos.
Arcos est une paroisse civile portugaise (en portugais : freguesia) de la municipalité de Tabuaço dans le district de Viseu.

## Démographie
Lors du recensement de 2021, Arcos compte 163 habitants.